# 利明璋
利明璋（英語：Bill Bishop），美国媒体工作者，中国问题专家。

## 生平
從明德大學取得文學士、約翰·霍普金斯大學保罗·尼采高级国际研究学院取得中國研究文學士，他從1995年开始在广播界工作，主要关注亚太地区商业方面讯息，同时他还担任DBC总裁助理，直到1997年3月成为DBC online总监。接任总监后，他的第一项工作是拟定一项网络策略和商业计划，该计划后来成为财经网站市场观察的概念蓝图。期间，利明璋常在哥伦比亚广播公司的中国新闻出现，是曝光率颇高的媒体工作者。
市场观察网站在1997年创建，主要关注商业新闻、分析和股票市场信息。作为共同创立者之一的利明璋在该网站担任国内与全球商业策略和开发观察工作，并促成多家企业建立策略关系，如雅虎和美国在线间的。2004年，该网站被道琼斯公司收购。随后的2005年，利明璋移居中国北京，并开始专注于了解和分析中国。
2010年，利明璋在北京创办了电子报《外国人看中国》（Sinocism），后来他于2015年返回美国后，也仍保持每周发表四次新闻简报。

## 评价
另一位美国的中国问题专家孟捷慕表示，“关于中国每天发生的事情──不管是国内政治、商业还是中美关系，利明璋是华盛顿最优秀的分析家之一。”
2018年，利明璋被美国政治新闻网站《政客》评为美国十位最有影响力的“中国通”（The 10 Names That Matter on China Policy）之一。

## 备注
1. ↑  一说Sinocism创办于2011年[2]。